# Oostplein (métro de Rotterdam)
Oostplein est une station de la section commune aux lignes A, B et C du métro de Rotterdam. Elle est située sous la place Oostplein dans l'arrondissement Rotterdam-Centre de Rotterdam aux Pays-Bas.
Mise en service en 1982, elle est desservie par les rames des lignes A, B et C du métro.

## Situation sur le réseau

Plan du métro.

Établie en souterrain, Oostplein, est une station de passage de la section commune entre la ligne A, la ligne B et la ligne C du métro de Rotterdam. Elle est située : entre la station Gerdesiaweg, sur la section commune (A+B+C), en direction du terminus nord de la ligne A Binnenhof, ou du terminus nord de la ligne B Nesselande ou du terminus nord de la ligne C De Terp; et la station de la section commune A+B+C Blaak, en direction : du terminus sud-ouest de la ligne A Vlaardingen-West, ou terminus sud-ouest de la ligne B Hoek van Holland-Haven, ou du terminus sud de la ligne C De Akkers,,.
Elle comporte deux voies encadrées par deux quais latéraux.

## Histoire
La station Oostplein est mise en service le 10 mai 1982, lors de l'ouverture à l'exploitation de la section de Coolhaven à Capelsebrug, d'une ligne que l'on dénomme alors la ligne Est-Ouest (nl).
Les lignes du métro sont renommées, en décembre 2009, selon la dénomination toujours en vigueur : A, B et C.

## Services aux voyageurs

### Accès et accueil
Elle est équipée d'automates pour l'achat ou la recharge de titres de transports et elle dispose d'un ascenseur pour l'accessibilité des personnes à la mobilité réduite.

### Desserte
Oostplein est desservie par les rames des lignes A, B et C du métro.

Installations et desserte
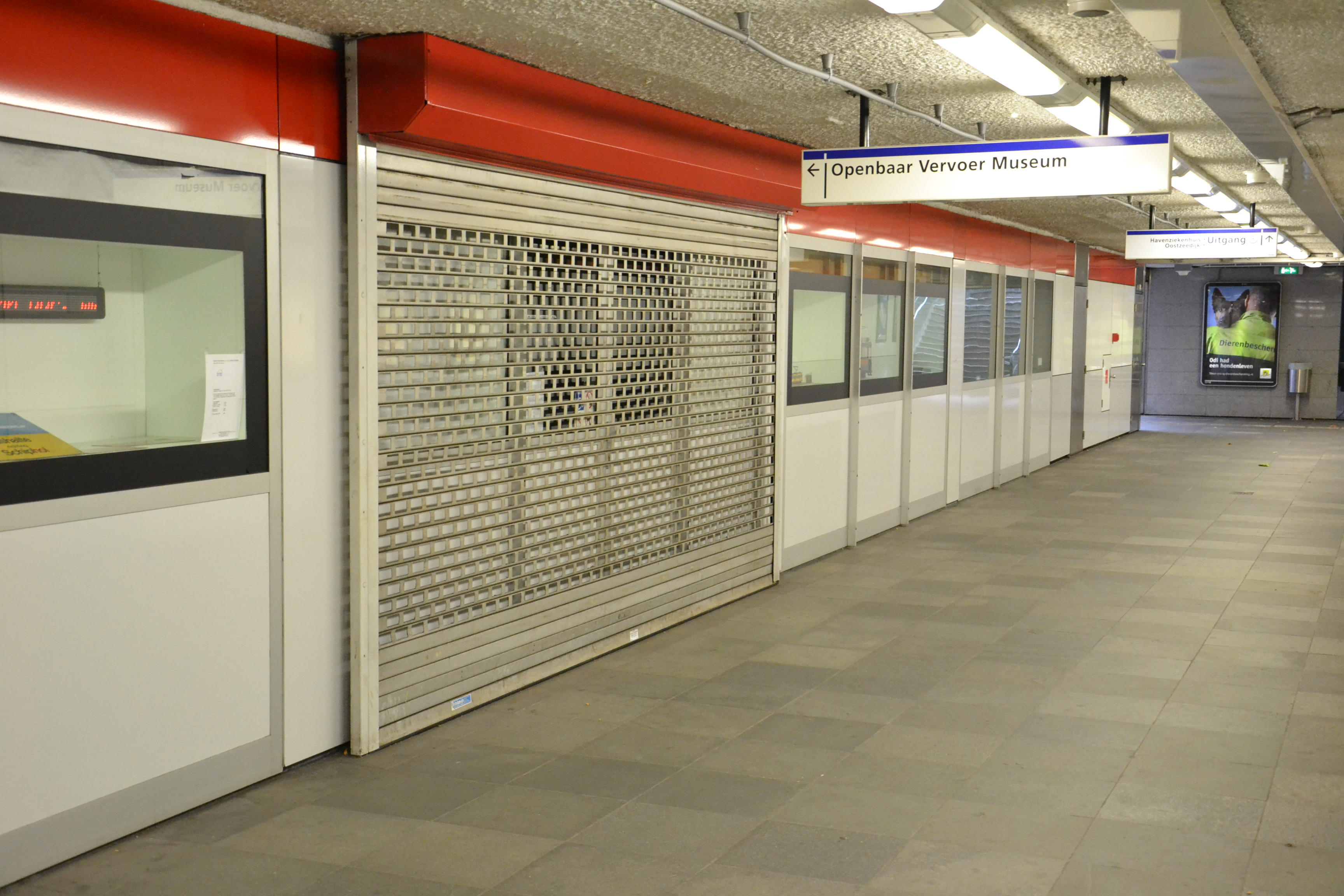
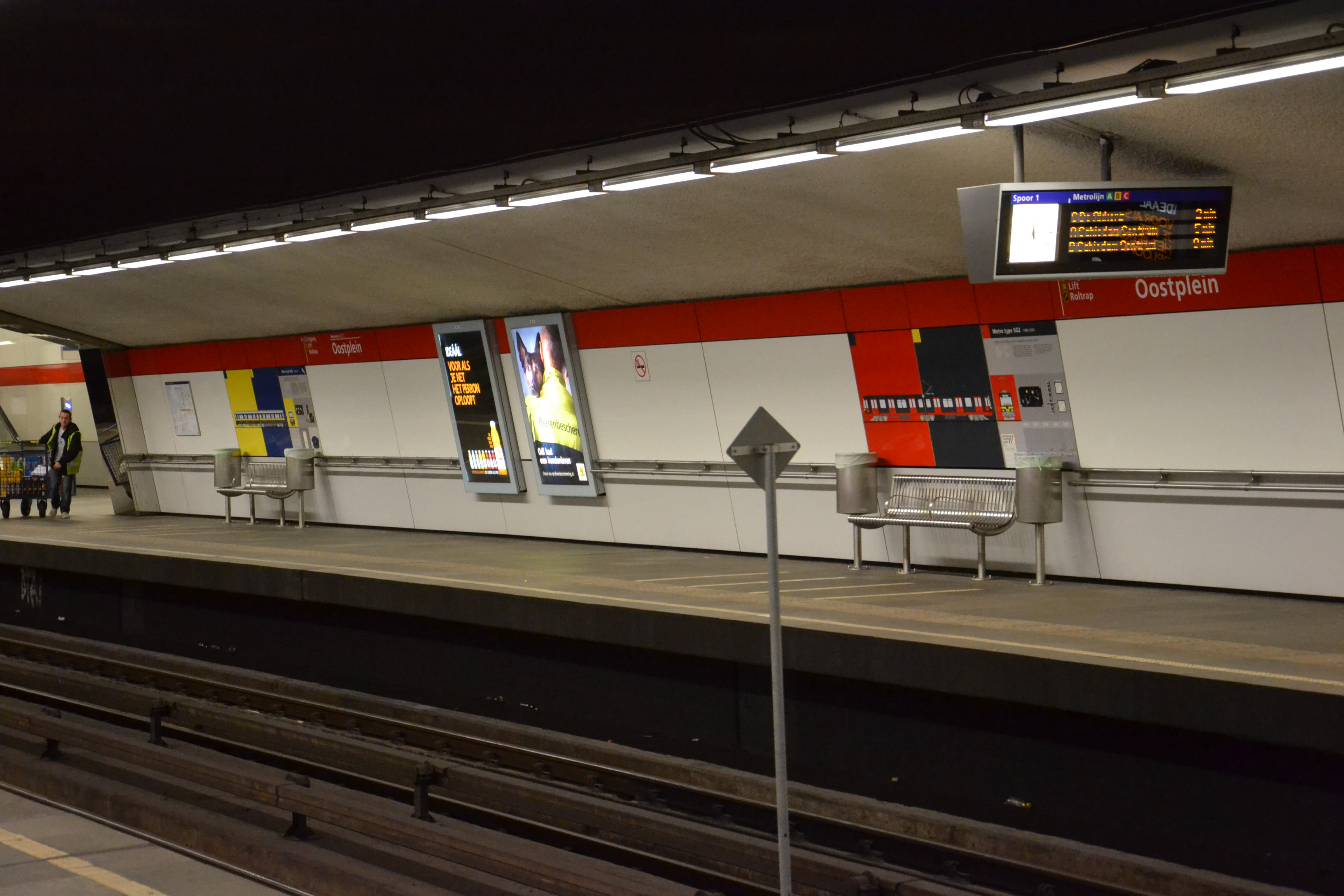
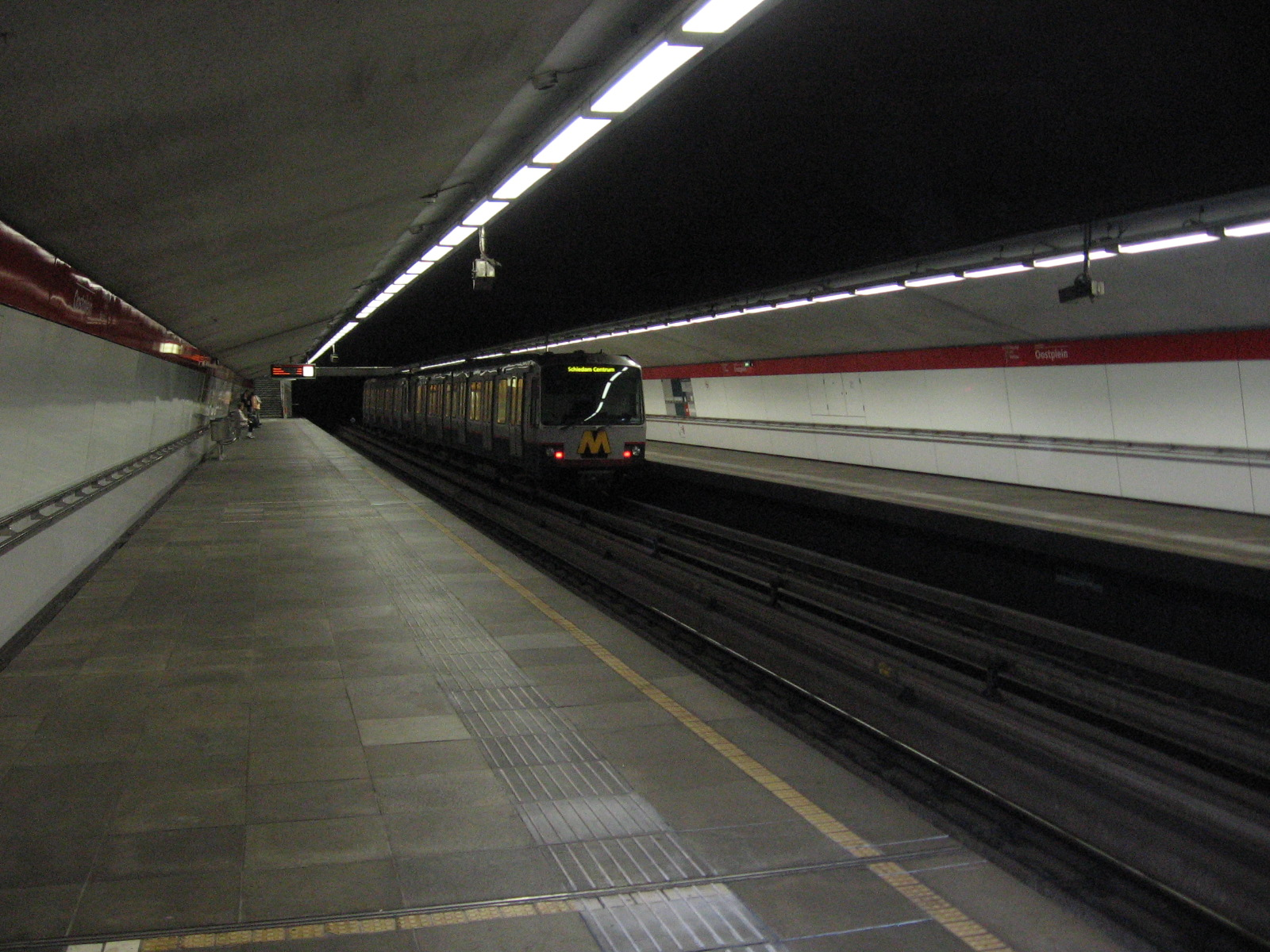

### Intermodalité
La station est desservie par des arrêts : du Tramway, lignes 21 et 24 ; les autobus urbains de la ligne 32 ainsi que des bus de nuit BOB B4 et B5. Des accroches vélos sont disponibles à proximité.

## Art dans la station
Les murs des quais sont décorées avec des photos et des descriptions de matériel classique du RET. Les images font référence à l'ancien musée des transports en commun qui se trouvait dans le hall de la station.

## À proximité
- Havenziekenhuis (nl)